# Charles de Limpens
Charles de Limpens (Herentals, 17 februari 1793 - Klimmen, 23 augustus 1866) was een Nederlands politicus en Thorbeckiaans Tweede Kamerlid..
De Limpens was een uit de Zuidelijke Nederlanden afkomstig liberaal-katholiek Tweede Kamerlid. Hij vestigde zich in 1842 in Klimmen na in Turnhout advocaat te zijn geweest. Als Tweede Kamerlid was hij een volbloed Thorbeckiaan. Hij maakte in 1853 in zijn district (Maastricht) plaats voor de liberale voorman. Hij keerde in 1855 echter terug in de Kamer.

## Tweede Kamer
| Periode                                             |
| --------------------------------------------------- |
| 09-12-1850 t/m 25-04-1853 30-05-1855 t/m 19-09-1858 |